# Waschhaus (Cussey-sur-Lison)

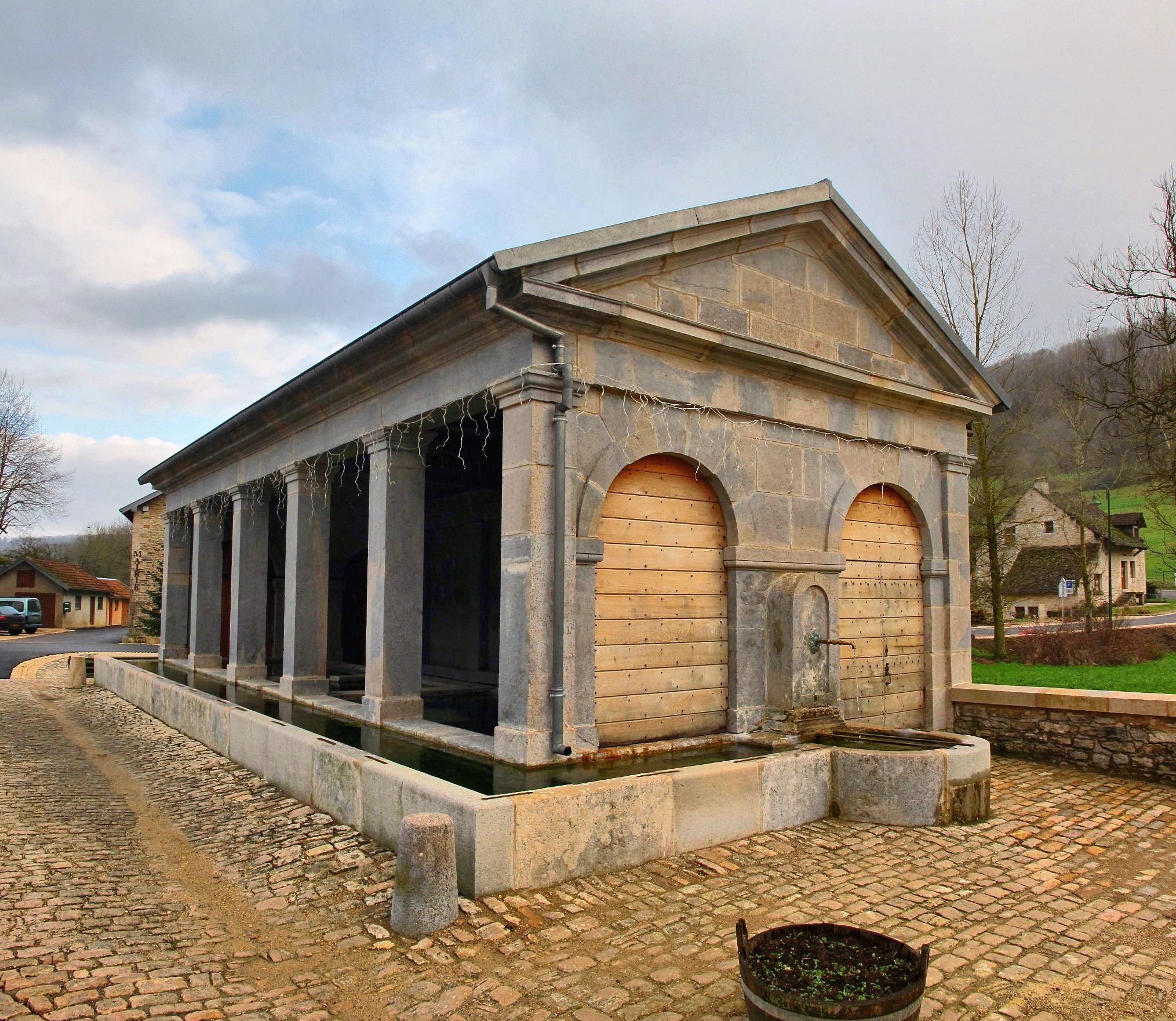
Waschhaus in Cussey-sur-Lison

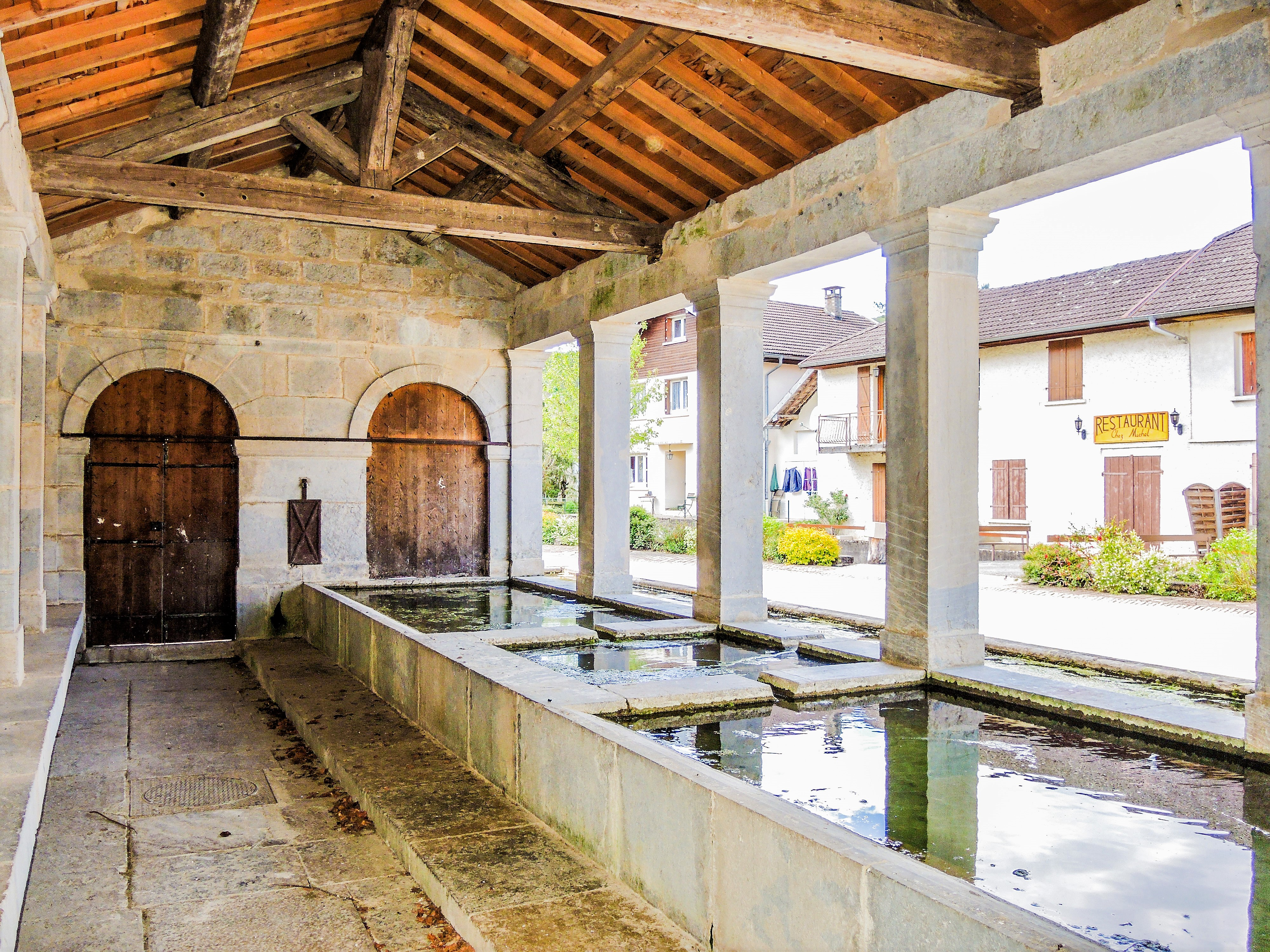
Innenansicht

Das Waschhaus (französisch lavoir) in Cussey-sur-Lison, einer französischen Gemeinde im Département Doubs in der Region Bourgogne-Franche-Comté, wurde 1841 errichtet. Das öffentliche Waschhaus, das vom Bach La Goulue mit Wasser versorgt wird, steht seit 2003 als Monument historique auf der Liste der Baudenkmäler in Frankreich.
Das rechteckige Waschhaus wurde nach Plänen des Architekten J. B. Martin erbaut. Das äußere Becken diente auch als Tränke. Das Gebäude im Stil des Klassizismus wird von einem Zinkdach bedeckt. Im Jahr 1895 wurden drei Wasserhähne und zwei Wasseranschlüsse für die Feuerwehr angebracht. An den beiden Schmalseiten öffnen zwei Rundbögen das Gebäude.